# Black Krrsantan
Black Krrsantan, soprannominato Black K, BK, Santy o Santo, è un personaggio del franchise di Guerre stellari.
Creato dall'autore Kieron Gillen, dal disegnatore Salvador Larroca, e dagli editor Jordan D. White e Heather Antos, è apparso per la prima volta nel 2015 nel fumetto della Marvel Comics Dart Fener come antagonista, per poi tornare come personaggio secondario nel fumetto spin-off Dottoressa Aphra nel 2016, come anche nella serie di fumetti in corso Star Wars. È apparso per la prima volta nella miniserie di Disney+ The Book of Boba Fett, trasmessa in streaming sulla piattaforma dal 29 dicembre 2021 al 9 febbraio 2022. È stato interpretato da Carey Jones.